# Дондасівка
Дондасі́вка — село в Україні, у Чутівській селищній громаді Полтавського району Полтавської області. Населення становить 0 осіб.

## Географія
Село Дондасівка знаходиться на кордоні з Харківською областю. Поруч проходить автомобільна дорога Р51. На відстані 1 км знаходиться колишнє селище Майське.

## Історія
12 червня 2020 року, відповідно до розпорядження Кабінету Міністрів України № 721-р «Про визначення адміністративних центрів та затвердження територій територіальних громад Полтавської області», село увійшло до складу Чутівської селищної громади.
19 липня 2020 року, в результаті адміністративно - територіальної реформи та ліквідації Чутівського району, село увійшло до складу новоутвореного Полтавського району.